# Ерколе Бодіні
Ерколе Бодіні (італ. Ercole Bodini, 27 листопада 1904, Кремона — 31 травня 1962, там само) — італійський футболіст, що грав на позиції нападника. По завершенні ігрової кар'єри — тренер. Виступав, зокрема, за клуби «Кремонезе» та «Дженоа».

## Ігрова кар'єра
Народився 27 листопада 1904 року в місті Кремона. Вихованець футбольної школи клубу «Таті». У дорослому футболі дебютував виступами за команду «Кремонезе», де провів сім років, п'ять з яких у першій команді.
В 1927 році став гравцем «Дженоа». Дюбютував за «россоблу» 25 вересня 1927 року в домашньому матчі проти «Торіно», виграному з рахунком 2:1, а перший гол забив 2 жовтня у переможному матчі проти «Брешії» (1:0). В 1928 році команда стала срібним призером чемпіонату Італії.
Був учасником відбіркових матчів Кубка Мітропи 1929, в яких «Дженоа» двічі зіграла внічию 2:2 і 1:1 з «Міланом» і стала переможцем за жеребом. Але в самих матчах турніру Бодіні не грав, а його команда поступилась австрійському «Рапіду» — 1:5 у Відні і 0:0 в Генуї.
В сезоні 1929-30 став з командою срібним призером чемпіонату Італії.
Влітку 1930 року «Джена» знову брала участь у Кубку Мітропи, але цього разу кваліфікувалась як віце-чемпіон Італії. За волею жереба, команда другий рік поспіль в чвертьфіналі зіграла з віденським «Рапідом». В першому матчі в Генуї Бодіні і його команда зіграли з австрійцями внічию 1:1, а у Відні, без участі Ерколе, впевнену перемогу здобули господарі — 1:6.
З 1931 по 1933 рік Бодіні грав у складі команди «Барі», що також виступала в Серії А. Потім два сезони грав за «Катанію» в Серіях D і C.
Завершив ігрову кар'єру у команді «Кремонезе», у складі якої починав дорослу кар'єру. Став з командою переможцем однієї з груп Серії С.

## Кар'єра тренера
Розпочав тренерську кар'єру в 1948 році, увійшовши до тренерського штабу клубу «Кремонезе». Потім працював у «Фанфулла», після чого в 1951 році знову став головним тренером «Кремонезе», тренував кремонську команду чотири роки.
Згодом протягом 1955—1957 років очолював тренерський штаб клубу «П'яченца».
Повернувся в Кремону в квітні 1958 року, спочатку як технічний директор, а з наступного сезону як тренер.
Помер 31 травня 1962 року на 58-му році життя у місті Кремона.

## Статистика виступів
Статистика виступів у Кубку Мітропи
| №                      | Розіграш               | Стадія                 | Дата та місце проведення | Команда 1              | Рахунок | Команда 2      | Голи |
| ---------------------- | ---------------------- | ---------------------- | ------------------------ | ---------------------- | ------- | -------------- | ---- |
| 1                      | 1930                   | 1/4                    | 13.07.1930 Генуя         | Дженоа                 | 1:1     | Рапід (Відень) |      |
| Всього у кубку Мітропи | Всього у кубку Мітропи | Всього у кубку Мітропи | Всього у кубку Мітропи   | Всього у кубку Мітропи | 1       |                | 0    |

## Титули і досягнення
- Срібний призер Серії А (2):

«Дженоа»: 1928, 1930